# 天主教坎帕拉總教區
天主教坎帕拉總教區（拉丁語：Archidioecesis Kampalaensis）是烏干達一個羅馬天主教教省總教區，下轄四個教區。

## 歷史
1880年10月27日設尼揚扎宗座代牧區，1883年易名為維多利亞-尼揚扎代牧區。1894年7月13日易名為維多利亞-北尼揚扎代牧區。1915年1月15日易名為烏干達代牧區。1953年3月25日升為盧巴加總教區，1966年8月5日易名至今。

## 現況
包括中部區八區。2011年有教友1,601,430人（佔轄區總人口40.0%）、五十四個堂區、299司鐸。現任教區總主教為西彼廉·盧安加，榮休主教為埃曼努埃爾·瓦瑪拉樞機。